# Katrina Lehis
Katrina Lehis (Haapsalu, 19 de dezembro de 1994) é uma esgrimista estoniana, campeã olímpica.

## Carreira
Lehis conquistou a medalha de ouro nos Jogos Olímpicos de Verão de 2020 em Tóquio ao lado de Julia Beljajeva, Irina Embrich e Erika Kirpu, após derrotas as sul-coreanas Choi In-jeong, Kang Young-mi, Lee Hye-in e Song Se-ra na disputa de espada por equipes.